# 柳家小きん (11代目)
十一代目 柳家 小きん（やなぎや こきん、1967年11月22日 - ）は、東京都豊島区出身の落語家。落語協会所属。出囃子は「春風がそよそよと」または「梅は咲いたか」。本名：渡辺 雅彦。

## 経歴
1986年2月3日、実父である六代目柳家つば女に入門。4月に吉原松葉屋「つば女を楽しむ会」にて初高座。前座名「柳家小助」で、5月より前座になる。
1989年9月、二ツ目昇進。「十一代目柳家小きん」に改名。
1998年9月、五明樓玉の輔、入船亭扇好、五代目三遊亭金馬と共に真打昇進。

## 芸歴
- 1986年
  - 2月 - 六代目柳家つば女に入門。
  - 5月 - 前座となる、前座名は「小助」。
- 1989年9月 - 二ツ目昇進、「十一代目柳家小きん」に改名。
- 1998年9月 - 真打昇進。

## 人物
趣味は食べ歩き、限度を超す利き酒、観劇、格闘技観戦。

## 家族
父は同じく落語家六代目柳家つば女で、つば女襲名前まで小きんを名乗っていた。